# Dale Coyne Racing
Pour les articles homonymes, voir Coyne.

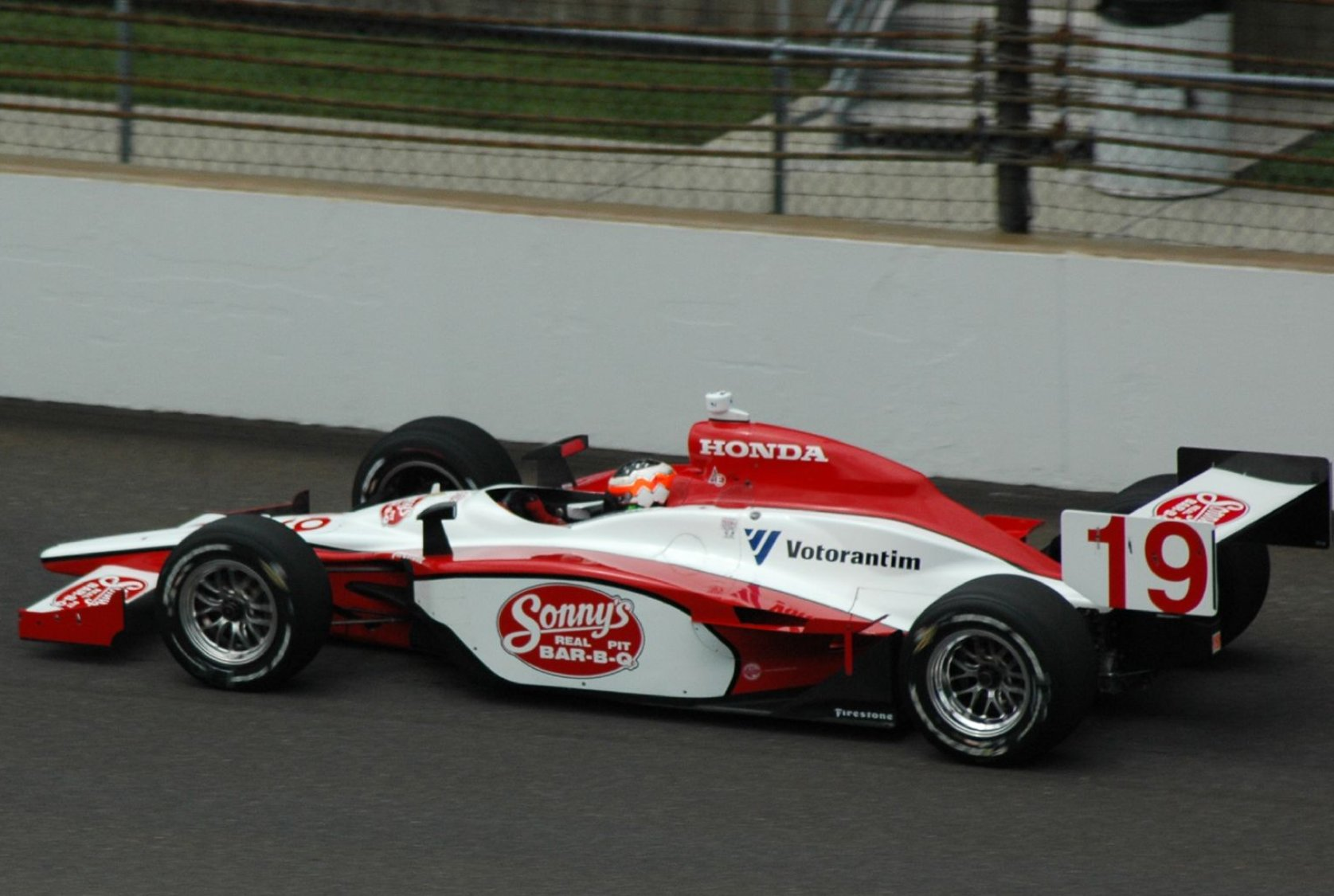
Mario Moraes durant l'Indianapolis 500 de 2008 en tour d'essai.

 Dale Coyne Racing est une écurie de sport automobile qui évolue dans le championnat IndyCar Series. Elle a été fondée en 1986 par le pilote automobile Dale Coyne. Elle a été présente en Champ Car jusqu'en 2007, avant de passer à l'IndyCar Series en 2008, à la suite de la fusion entre les deux championnats.
L'équipe engage en 2009 une voiture pour le Britannique Justin Wilson. Il remporte la toute première victoire de l'écurie en 25 années de présence dans les championnats monoplace lors de la course de Watkins Glen. Il signe une deuxième victoire en 2012. Mike Conway signe une nouvelle victoire en 2013 et Sébastien Bourdais en 2017.

## Pilotes

### Indycar séries
| - Pietro Fittipaldi (2018) - Esteban Gutiérrez (2017) - Sebastien Bourdais (2011) ; (2017) : 1 victoire - Gabby Chaves (2016) - Mike Conway (2013) : 1 victoire - Conor Daly (2016) - James Davison (2014-2015) ; (2017) - Francesco Dracone (2015) - Milka Duno (2010) - R.C. Enerson (2016) - Luca Filippi (2016) - Rodolfo Gonzales (2015) - Romain Grosjean (2021) - Esteban Gutiérrez (2017) - Carlos Huertas (2015) - James Jakes (2012) - Ed Jones (2017) - Alex Lloyd (2011) - Pippa Mann (2013-2017) - Tristan Vautier (2015) - Justin Wilson (2009) ; (2012-2014) : 2 victoires |

### Autre
| - Eric Bachelart (1992-1993, 1995) - Mauro Baldi (1994) - Fulvio Ballabio (1989-1990) - Alex Barron (2000) - Townsend Bell (2001) - Ross Bentley (1991-1995) - Tony Bettenhausen, Jr. (1989) - Tom Bigelow (1984) - Brian Bonner (1992-1993) - Geoff Boss (2003) - Ronnie Bremer (2005) - Robbie Buhl (1993-1994) - Juan Cáceres (2006) - Joël Camathias (2003) - Dale Coyne (1984-1989, 1991) - Guido Daccò (1989) - Ryan Dalziel (2005) - Cristiano Da Matta (2006) - Christian Danner (1997) - Dominic Dobson (en) (1988) - Mario Dominguez (2006) |  | - Cornelius Euser (1991) - Franck Fréon (1995) - Luiz Garcia, Jr. (1999, 2001) - Memo Gidley (1999) - Roberto Gonzalez (2003) - Michael Greenfield (1991) - Dean Hall (1990) - Scott Harrington (1989) - Jan Heylen (2006) - Jaroslav Janiš (2004) - Paul Jasper (1997) - Ken Johnson (1989) - Michel Jourdain, Jr. (1997-1999) - Bruno Junqueira (2007-2008) - Michael Krumm (2001) - Takuya Kurosawa (2000) - Buddy Lazier (1991, 1995) - Katherine Legge (2007) - Randy Lewis (1991) - André Lotterer (2002) - Tarso Marques (2000, 2004-2005) - Hiro Matsushita (1996) |  | - Gaston Mazzacane (2004) - Andrea Montermini (1994) - Mario Moraes (2008) - Roberto Moreno (1996-1997) - Charlie Nearburg (1997) - John Paul, Jr. (1989) - Gualter Salles (1998-2000, 2003) - Oriol Servia (2004-2005) - Alex Sperafico (2003) - Ricardo Sperafico (2005) - Brian Till (1994) - Paul Tracy (1991) - Johnny Unser (1993-1994) - Michael Valiante (2005) - Dennis Vitolo (1991-1993, 1997-1999) - Andreas Wirth (en) (2006) - Jeff Wood (1991) - Alex Yoong (2003) - Alessandro Zampedri (1994-1995) |